# Joachim von zur Gathen
Joachim von zur Gathen (1950) é um matemático e cientista da computação alemão.
Seu campo de investigações abrange diversas áreas da matemática e ciência da computação, incluindo complexidade computacional, criptologia, corpo finito e matemática simbólica.

## Obras
- von zur Gathen, Joachim; Jürgen Gerhard (1999). Modern Computer Algebra first edition ed. [S.l.]: Cambridge University Press. ISBN 978-0-521-64176-0